# La Cruz de Río Grande
La Cruz de Río Grande är en kommun (municipio) i Nicaragua med 31 889 invånare (2012). Den ligger i den östra delen av landet i Región Autónoma de la Costa Caribe Sur. Kommunens pulsåder och främsta transportled är floden Río Grande de Matagalpa som rinner från väster till öster.

## Geografi
La Cruz de Río Grande gränsar till kommunerna Prinzapolka i norr, Desembocadura de Río Grande i öster, El Tortuguero i söder samt till Paiwas och Mulukukú i väster. Centralorten La Cruz de Río Grande, med 885 invånare (2005), ligger i kommunens östra halva på den södra stranden av floden Río Grande de Matagalpa.

## Historia
La Cruz de Río Grande grundades, med namnet Río Grande, som ett distrikt (distrito) år 1893 eller strax dessförinnan. Genom en utbrytning från La Cruz de Río Grande bildades grannkommunerna El Tortuguero och Desembocadura de Río Grande år 1996.

## Transporter
La Cruz de Río Grande är en av de mest isolerade kommunerna i landet. Vägarna är få och det finns ingen väg till centralorten La Cruz de Río Grande från övriga landet. Den viktigaste transportleden är floden Río Grande de Matagalpa som genomkorsar kommunen från väster till öster. På den kan man på sex timmar ta sig med båt nedströms och längs havet till Bluefields, eller uppströms till San Pedro del Norte i grannkommunen Paiwas, varifrån det finns vägförbindelse västerut med övriga landet.